# Apamea conciliata
Apamea conciliata là một loài bướm đêm trong họ Noctuidae.